# Real Sociedad Científica Checa

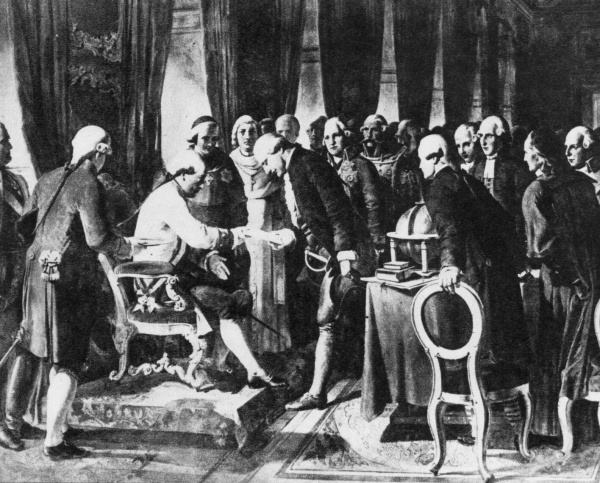
Real Sociedad Científica Checa

La Real Sociedad Científica Checa (Královská česká společnost nauk) se estableció en el año 1784 para ser el centro científico del Reino de Bohemia . Fue sucedida por la Academia Checoslovaca de las Ciencias en 1952 y finalmente pasó a ser lo que se conoce como la Academia de las Ciencias de la República Checa en 1992.

## Historia
La Sociedad fue fundada por el filólogo Josef Dobrovský, el historiador Gelasius Dobner y el matemático y fundador del Observatorio de la Universidad de Praga, Joseph Stepling. Posteriormente fue dirigido por el historiador František Palacký.
En 1861-1863 Jan Evangelista Purkyně propuso en su tratado Academia el establecimiento de una institución científica autónoma y no vinculada con universidad alguna que representara las principales áreas del saber científico de entonces. Esta idea de una institución comprometida con la investigación interdisciplinar corresponde con el concepto y estructura de la actual Academia de las Ciencias.
Para finales del siglo XIX, surgieron instituciones científicas diferenciadas en el idioma empleado: la Academia Checa de las Ciencias y las Artes (1890-1952) y la Asociación por el Fomento de la Ciencia, las Artes y la Literatura Alemanas en Bohemia (1891-1945). La Academia Checa de las Ciencias y las Artes fue fundada debido al significativo apoyo financiero por parte del arquitecto checo Josef Hlávka, quien fue su primer presidente. El objetivo de esta institución era fomentar el desarrollo de la ciencia, literatura y artes checas, siendo el trabajo más importante de la Academia el de las publicaciones. También se procuraron unidades más pequeñas de investigación, así como apoyo financiero y becas.
Tras la fundación de la República Checoslovaca independiente en 1918 se establecieron otras instituciones científicas, tales como la Academia Masaryk del Trabajo, e institutos estatales autónomos como los Institutos Eslavos, Orientales y Arqueológicos. Las relaciones internacionales de estas instituciones de investigación crecieron a partir de su afiliación con la Unión Internacional de Academias y el Consejo Internacional de Investigación.
Con la llegada al poder de un régimen totalitario en Checoslovaquia en 1948, se disolvieron todas las instituciones científicas no vinculadas a las universidades, y en su lugar se fundó la Academia Checoslovaca de las Ciencias. En 1992, por la Ley 283/1992, se fundó la Academia de las Ciencias de la República Checa.